# Сіте-де-ла-Мюет
48°55′12″ пн. ш. 2°27′19″ сх. д. / 48.919946° пн. ш. 2.455169° сх. д.
Сіте-де-ла-Мюет (фр. Cité de la Muette) — планована забудова  доступними багатоквартирними орендними квартирами в Дрансі поблизу Парижа. 
Спроєктований 1929 року та побудований у 1930-х роках, П-подібний заклад вважається найпершим у своєму роді у Франції. Назва «Muette» походить від французького терміну «meute» (укр. псарня). Структура житлового комплексу передбачала ідеї Афінської хартії (CIAM), ухваленої 1933 року, яка закликала до відмови від класичних методів щільної забудови (урбанізму), створення великих відкритих просторів і сприяння розвитку міста, зручного до автомобілістів. За планування та будівництво відповідали два архітектори — Ежен Бодуен та Марсель Лодс. Комплекс будівель класифікується як історична пам'ятка з 2001 року.

## Історія
У 1925 році державний житловий офіс придбав ділянку незабудованої землі площею 11 гектарів яку заселили соціально незахищеними мешканцями в малоповерховій забудові. Цей принцип соціального житла відомий у Франції як Habitation à bon marché (HBM). З 1894 року діє закон, який стимулює приватне житлове будівництво за соціальними цінами шляхом звільнення від податків. Житловий комплекс Cité de la Muette спроєктували відповідно до нього: житловий комплекс із 1250 квартир мав рідкі на той час елементи комфорту як-от водопровід, душ або ванна, вбудовані меблі на кухні та додатковий електричний бойлер для гарячої води. Також були заплановані соціальні, спортивні та культурні об'єкти. Окрім дитячого садка, окремої початкової школи, кінотеатру та конференц-залу, тут також мали бути спортзал, бібліотека, медичний центр, продуктова крамниця та церква. У великому внутрішньому дворі, відкритому на південний захід, можна було розбити сади.
Метод будівництва був інноваційним і мав на меті бути якомога дешевшим. Вперше були використані збірні залізобетонні плити, як у маєтку Champ-des-Oiseaux в Баньє, що стане традиційним лише через 20 років. Щоб прикрасити фасади і розбити монотонність сірого бетону, під час лиття фасадних панелей використовували гальку з каррарського мармуру.
Тоді ж на сході було зведено п'ять п'ятнадцятиповерхових житлових веж, кожна з яких була з'єднана з двома нижчими будівлями і мала видовжені крила на південь, що дало їм прізвисько «гребінь». Архітектори дали комплексу назву «Місто-сад», але пізніше переважав термін Grand Ensemble (укр. «Великий ансамбль»), який використав містобудівник Моріс Ротіваль (1892–1980). П'ятнадцятиповерхові вежі були найвищими у Франції на той час. Їх називали «першими хмарочосами в районі Парижа» і вони стали предметом статей у пресі, листівок та екскурсій. Незважаючи на незавершеність, Cité de la Muette вважався достатньо важливим, щоб бути показаним на двох спеціальних виставках 1939 року: «Французька архітектура» в Музеї сучасного мистецтва Парижа і «Будинки та житло: промислове мистецтво» в Музеї сучасного мистецтва в Нью-Йорку.
Однак економічна криза зробила Житловий комітет HBM неплатоспроможним, і уряд відмовився субсидувати проєкт. Величезний будинок 200 м завдовжки і 90 м завширшки так і не було завершено. Лише деякі квартири в житлових вежах були заселені, в більшості з них все ще бракувало перегородок між квартирами. Загалом, здача квартир в оренду була незадовільною, оскільки потенційні мешканці вважали їх занадто дорогими, погано ізольованими і занадто віддаленими від залізничної станції. Тому в 1938 році голова HBM вирішив передати їх в оренду казарменому підрозділу жандармерії, який базується на цьому місці і сьогодні.
Під час Другої світової війни Сіте-де-ла-Мюет окупували німецькі війська в липні 1940 року, а внутрішній двір перетворили у концентраційний табір Дрансі, куди були інтерновані переважно євреї. Після визволення влітку 1944 року і після війни квартири відремонтували і з 1946 по 1950 рік передали нужденному французькому населенню. Про скоєні під час Другої світової війни злочини згадали лише 1976 року, і у просторому дворі було споруджено меморіал «Меморіал Шоа де Дрансі». 2012 року на площі 2500 м² та шести поверхах збудували меморіальний центр, у якому на двох поверхах розміщено постійну та спеціальну експозиції. Відповідальний за центр фонд був заснований 2005 року.